# Plohn József
Plohn József (Makó, 1869. július 7. – Németország, 1944. június) fotográfus, néprajzi gyűjtő.

## Életpályája
Plohn Illés (1834–1911) fényképész és Kugler Amália fia. Gyermekkorában Hódmezővásárhelyen élt; édesapja mellett sajátította el a fényképezés mesterségét. 1879–1883 között a református gimnázium diákja volt. 1884-ben Koller Károly rajztanár, festő és udvari fényképésznél tanult. 1890–1891 között katonai szolgálatot teljesített. 1894-ben tért haza tanulmányútjáról. 1911-ben átvette édesapja műtermének vezetését. 1918 után tönkrement, öregségére igazolványképek készítésével tartotta fenn magát. 1922-ben fényképeiből összeállított egy hatrészes album-sorozatot. Életének a faji üldözés vetett véget. 1944-ben egyhavi börtönre ítélték, mivel nem viselte a sárga csillagot. A büntetés letöltése előtt hódmezővásárhelyi sorstársaival együtt elhurcolták; útközben egy marhavagonban vesztette életét. Halálának sem pontos idejét, sem helyét nem ismerjük.
Tornyai János, Endre Béla és Kiss Lajos barátja volt. Megközelítőleg 3000 néprajzi felvételt készített. Élettársa és egyben örököse 1952-ben 1635 db felvételt adott át a Tornyai János Múzeum számára.

## Magánélete
1892-ben házasságot kötött Hirn Fannival (?–1937). Második felesége Nagy Mária volt, akit 1938. november 17-én Hódmezővásárhelyen vett nőül.

## Képgaléria

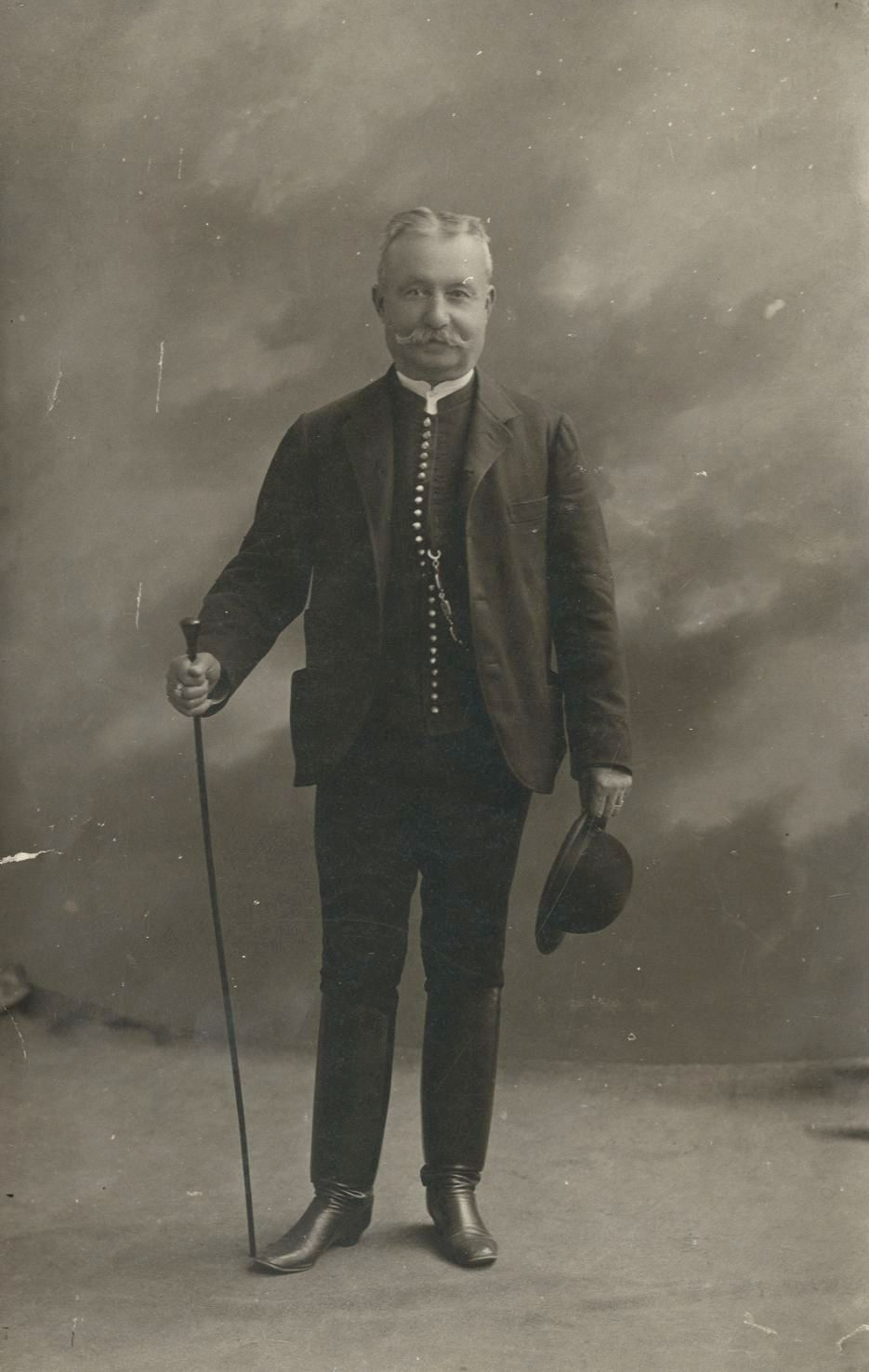
Czeglédi József hódmezővásárhelyi nagygazda, 1900 körül
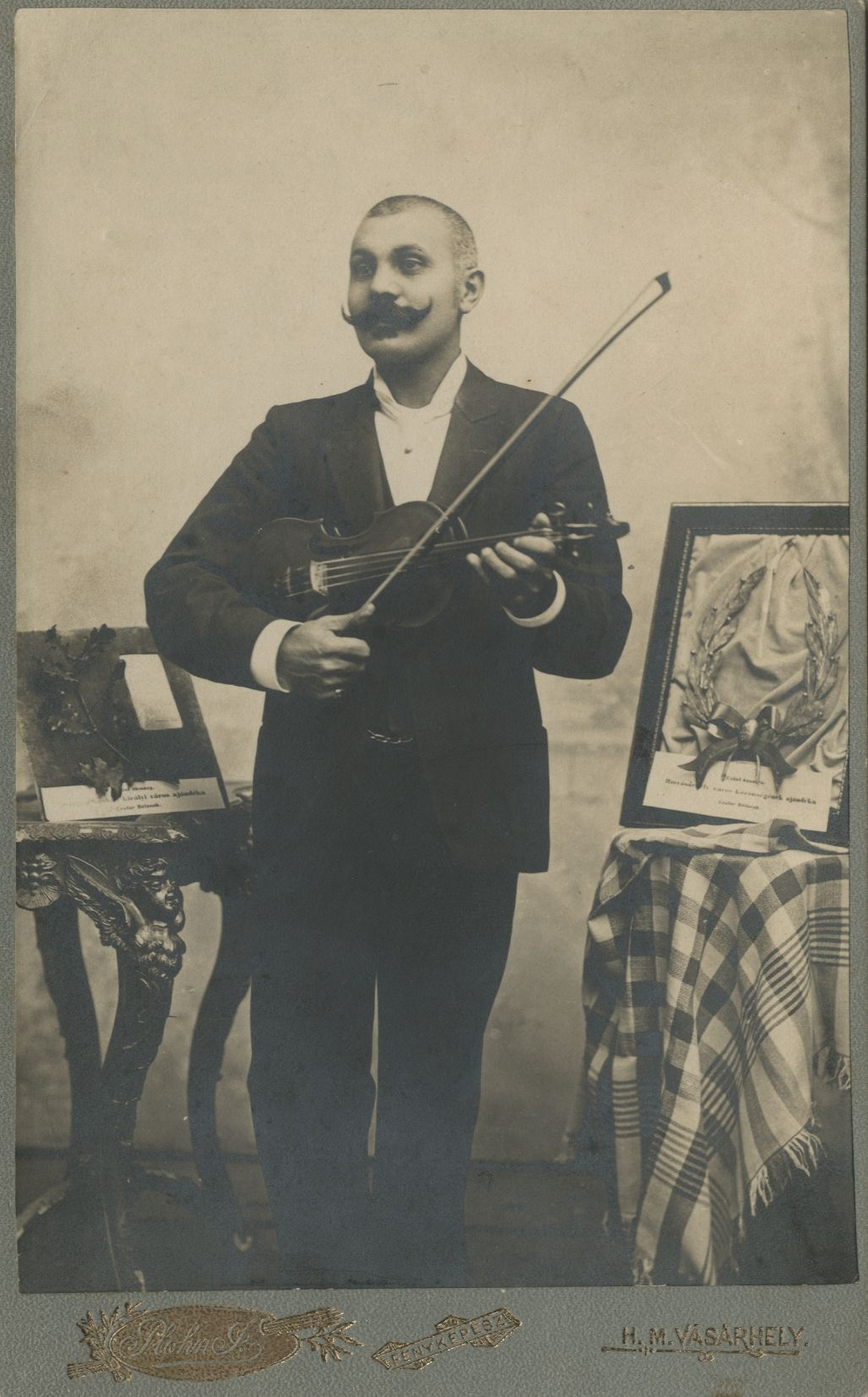
Czutor Béla, a híres cigányprímás, 1903
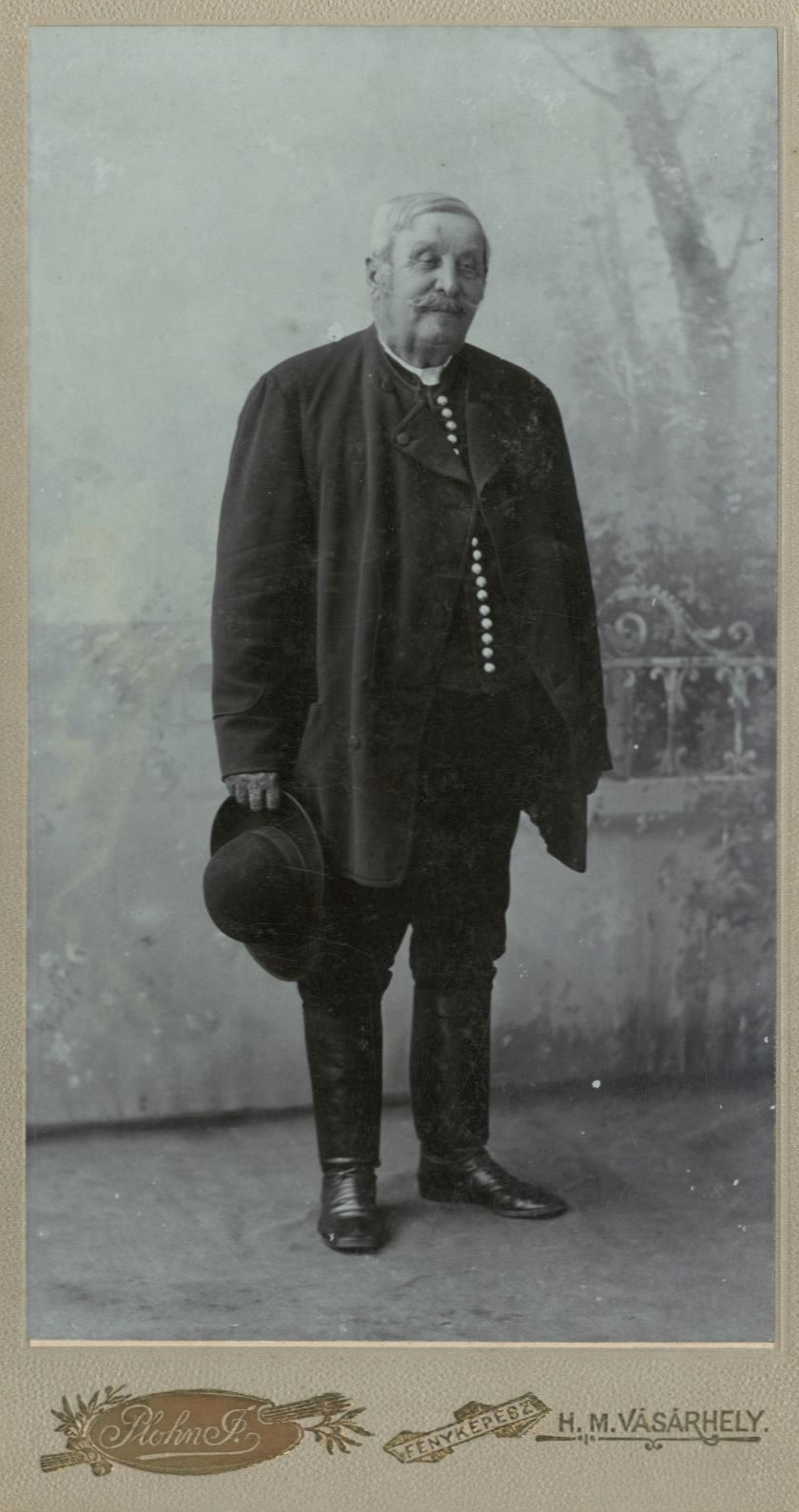
Török Péter hódmezővásárhelyi nagygazda, 1904
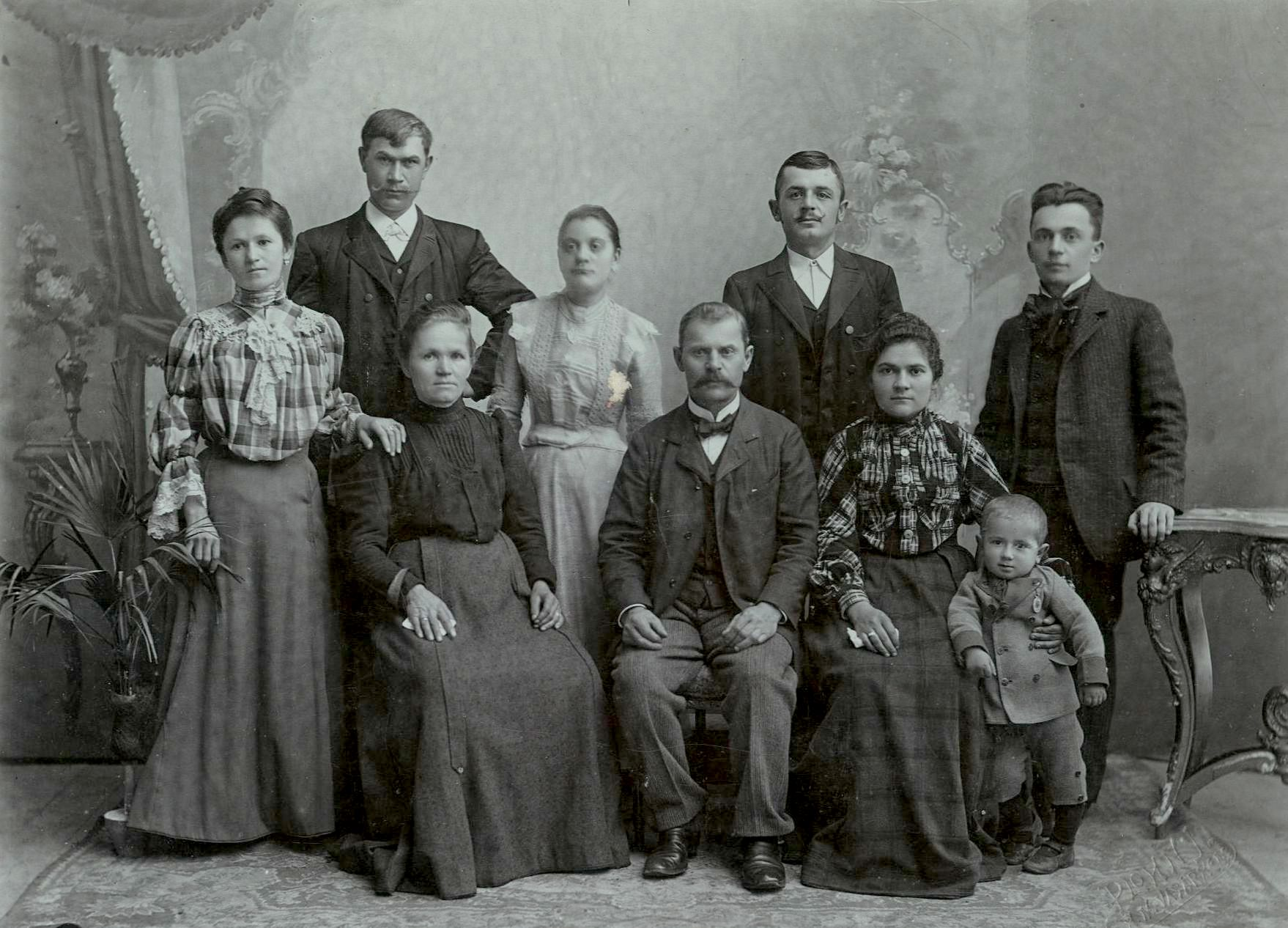
Kiss Lajos (jobbra), a későbbi néprajztudós és családja, 1900 körül
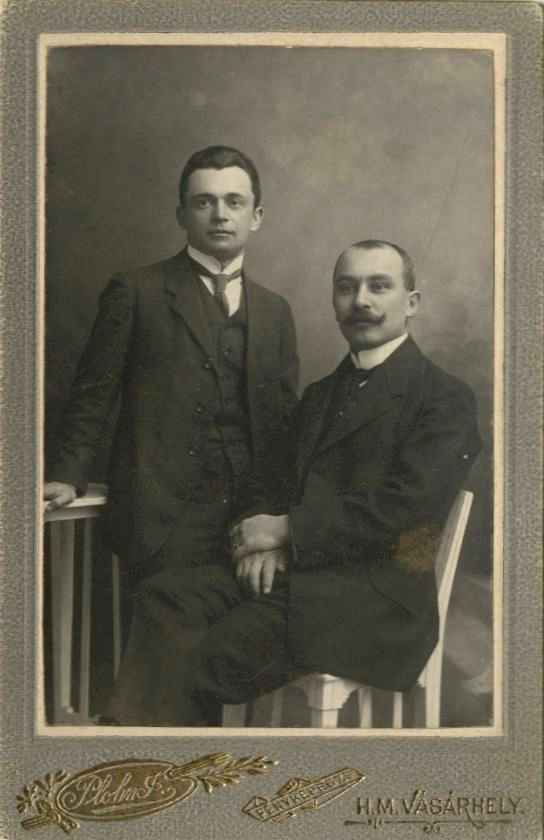
Kiss Lajos (áll) néprajztudós és Székely János könyvtáros, az 1910-es évek közepén
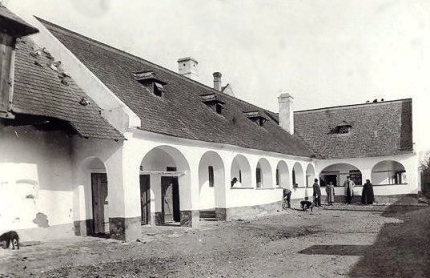
A Károlyi-ház udvara Hódmezővásárhelyen